# Rafaił Bekker
Rafaił Iljicz Bekker (Chrienow), ros. Рафаил Ильич Беккер-Хренов (ur. w 1904 r. we wsi Nowosokolniki w guberni twerskiej, zm. po 1955 r. w ZSRR) – radziecki funkcjonariusz wojsk służb bezpieczeństwa (porucznik), współpracownik SD, propagandysta Rosyjskiej Armii Wyzwoleńczej, a następnie komendant szkoły wywiadowczej Sił Zbrojnych Komitetu Wyzwolenia Narodów Rosji w Marienbadzie podczas II wojny światowej.

## Życiorys
Od 1919 r. pełnił funkcję kuriera komendanta wojskowego stacji kolejowej Nowosokolniki. Zajmował się też ochroną transportów kolejowych. W 1920 r. wstąpił do służb bezpieczeństwa Rosji sowieckiej. Został agentem CzeKa na stacji kolejowej Wielkie Łuki. Następnie został zastępcą dowódcy oddziału siebieżskiego zarządu głównego ochrony pograniczej OGPU. Pod koniec lat 20. ukończył leningradzką szkołę wojskową, po czym objął funkcję szefa oddziału specjalnego w wojskach ochrony pogranicza OGPU. Od 1938 r. służył w moskiewskiej dywizji specjalnego przeznaczenia NKWD. 
Po ataku wojsk niemieckich na ZSRR 22 czerwca 1941 r., był w stopniu porucznika dowódcą oddziału specjalnego 1 Zmotoryzowanej Dywizji Strzeleckiej NKWD. We wrześniu 1941 r. dostał się do niewoli niemieckiej. Przebywał w obozie jenieckim w Suwałkach, ukrywając służbę w wojskach NKWD. Został jednak wydany przez jednego z żołnierzy i aresztowany przez Gestapo. W grudniu 1941 r. przewieziono go do Berlina. Na przesłuchaniach ujawnił współpracę z Abwehrą w latach 1928–1936. W maju 1942 r. podjął współpracę z SD. Został wykładowcą w szkole wywiadowczej SD. Z powodu ujawnionej próby werbunku jednego z kursantów na rzecz NKWD, zwolniono go z tej funkcji i osadzono w specjalnym oddziale obozu koncentracyjnego Sachsenhausen. Na początku 1943 r. został skierowany do Orszy, gdzie wszedł w skład jednego z oddziałów ROA. Próbował nawiązać kontakt z partyzantami, ale odwołano go do Berlina. Od listopada 1943 r. był komendantem domu, w którym mieszkali współpracownicy organizacji propagandowej "Vineta". 
W listopadzie 1944 r. podjął służbę w zarządzie bezpieczeństwa Sił Zbrojnych KONR. Odkomenderowano go początkowo do rezerwy oficerskiej. W grudniu został zweryfikowany w stopniu kapitana. Od stycznia 1945 r. był komendantem szkoły wywiadowczej Sił Zbrojnych KONR w Marienbadzie. Faktycznie podjął współpracę z sowieckim Smierszem, przesyłając do sztabu 1 Frontu Białoruskiego pełną listę kursantów szkoły. Na początku kwietnia zdymisjonowano go z funkcji komendanta szkoły wywiadowczej, choć jego współpraca nie została ujawniona. W tej sytuacji kpt. R. I. Bekker przeszedł linię frontu, oddając się w ręce Sowietów. Został jednak aresztowany przez kontrwywiad SMERSZ. 20 czerwca 1946 r. po procesie skazano go na karę 15 lat łagru. W 1955 r. po ogłoszeniu amnestii wyszedł na wolność. Dalsze jego losy są nieznane. W 1990 r. został zrehabilitowany.